# The Book of Secrets
The Book of Secrets er det sjette studiealbum fra den canadiske singer-songwriter og instrumentalist Loreena McKennitt, der blev udgivet i 1997.
Det nåede nummer 17 på Billboard 200. Singlen "The Mummers' Dance" blev remixen af DNA, og blev udgivet i vinteren 1997-98, hvor den toppede som nummer 18 på Billboard Hot 100, og som nummer 17 Modern Rock Tracks chart.
Albummet blev certificeret dobbelt platin i USA, og det har solgt mere end 4 millioner eksemplarer på verdensplan.

## Spor
Alt musik er skrevet af Loreena McKennitt. Alle tekster er skrevet af Loreena McKennitt bortset fra hvor andet er noteret.
1. "Prologue" – 4:22
2. "The Mummers' Dance" – 6:07
3. "Skellig" – 6:07
4. "Marco Polo" – 5:15
5. "The Highwayman" (tekst af Alfred Noyes, afkortet af Loreena McKennitt) – 10:19
6. "La Serenissima" – 5:09
7. "Night Ride Across the Caucasus" – 8:30
8. "Dante's Prayer" – 7:11

Noter
- DNAs remix af "The Mummers' Dance" blev lavet til en musikvideo
- "Skellig" fortæller de sidste ord for en døende munk fra en kloster, der eksisterede fra 500- til 1100-tallet på øen Skellig Michael (Great Skellig), 11,6 km vest for Irland.
- "The Highwayman" er en adaptering af digtet af samme navn af Alfred Noyes.
- "Night Ride Across the Caucasus" blev brugt i filmen Soldier (1998).
- The music from "Night Ride Across the Caucasus" blev brugt i sangen "Kokli" af Ulytau.
- "Dante's Prayer" refererer til Dante Alighieris Den guddommelige Komedie.

## Hitlister
| Hitliste (1997–98)             | Højeste placering |
| ------------------------------ | ----------------- |
| Australien (ARIA)              | 33                |
| Belgien (Ultratop Flanderen)   | 34                |
| Belgien (Ultratop Vallonien)   | 25                |
| Canadiske Albummer (Billboard) | 3                 |
| Danish Albums (Tracklisten)    | 14                |
| Holland (Album Top 100)        | 29                |
| Frankrig (SNEP)                | 16                |
| Tyskland (Offizielle Top 100)  | 7                 |
| Italian Albums (FIMI)          | 17                |
| New Zealand (RIANZ)            | 9                 |
| Norge (VG-lista)               | 30                |
| Spanish Albums (PROMUSICAE)    | 16                |
| Schweiz (Schweizer Hitparade)  | 30                |
| US Billboard 200               | 17                |
| US World Albums (Billboard)    | 1                 |

### Års-hitlister
| Hitliste (1997)                    | Placering |
| ---------------------------------- | --------- |
| Belgian Albums (Ultratop Wallonia) | 91        |
| French Albums (IFOP)               | 88        |
| German Albums (Offizielle Top 100) | 92        |
| Italian Albums (FIMI)              | 74        |
| Hitliste (1998)                    | Placering |
| Canadian Albums (RPM)              | 40        |
| US Billboard 200                   | 67        |